# Mijnheer Admets reis
Mijnheer Admets reis is een hoorspel van Marie Luise Kaschnitz. Die Reise des Herrn Admet werd op 17 oktober 1960 door de Hessischer Rundfunk uitgezonden. Justine Paauw vertaalde het en de NCRV zond het uit op zondag 17 december 1972. De regisseur was Wim Paauw. Het hoorspel duurde 53 minuten.

## Rolbezetting
- Elisabeth Andersen (Alkeste)
- Willy Brill (Hermione)
- Bert Dijkstra (Hermes)
- Han Bentz van den Berg (Admet)
- Kommer Kleijn (generaal)
- Rolien Numan (Aglaia)
- Hans Karsenbarg (Ennos)
- Dick Scheffer (een pope)
- Nina Bergsma & Maria Lindes (twee kinderen)

## Inhoud
De voorstelling van de dood als reis naar het hiernamaals is in bijna alle oude culturen te vinden. Vooral met die van de Griekse mythologie zijn we vertrouwd. Hermes, de god der kooplieden, dieven en zwendelaars, geldt daar ook als "psychopompos", als begeleider van de gestorvenen naar de onderwereld. Op deze voorstelling berust de sage van Alcestis: ze offert haar leven voor haar zieke gemaal Admetus, door in zijn plaats de reis naar Hades te ondernemen. Het Alcestis-drama van Euripides leefde voort in het westerse theater. In de vorige eeuw poogden Hugo von Hofmannsthal en Thornton Wilder aan de stof een nieuwe poëtische vorm te geven, en ook Marie Luise Kaschnitz in haar hoorspel. De spanning tussen het mythologische schema en de moderne ervaring wordt hier niet symbolisch verzoend of psychologiserend overbrugd, maar in de handeling zelf overgebracht. Daardoor krijgt de Alcestis-sage een nieuwe wending. Admet kan het offer van zijn vrouw niet aanvaarden; hij roept haar uit het schimmenrijk terug en begint nu zelf aan de zware, niet voor overdracht vatbare reis…